# Joseph Mignotte
Joseph Mignotte, né le 12 novembre 1755 à Auxonne (Côte d'Or), mort le 11 avril 1828 à Rennes (Ille-et-Vilaine), est un général français de la Révolution et de l’Empire.

## États de service
Il entre en service le 15 janvier 1771, comme canonnier dans le régiment de Grenoble, il passe le 28 juillet 1778 dans le 2e régiment de cavalerie. Il est nommé lieutenant le 10 mars 1792, puis capitaine à l’armée du Rhin le 1er avril 1793, et il prend les fonctions d’aide de camp du général Kléber au siège de Mayence. Il est promu adjudant-général chef de bataillon provisoire le 1er juillet 1793, et le 2 septembre suivant, il rejoint la Vendée, avec l’Armée de Mayence. En mai 1794, il est envoyé à l’armée des côtes de Cherbourg, et le 30 juin suivant, il est nommé chef de brigade temporaire. Le 13 juin 1795, son grade d’adjudant-général chef de bataillon est confirmé par le Comité de salut public.
Il est promu général de brigade le 1er janvier 1796 à l’armée des côtes de l’Océan, et le 22 septembre il est transféré à l’armée du Rhin, puis à l’armée d’Italie le 27 octobre. Le 14 juin 1797, il commande la 5e brigade de cavalerie de la 1re division du général Masséna, puis le 4 octobre la 1re brigade de la 3e division de cavalerie du général Rey. 
Le 7 janvier 1798, il est admis dans la gendarmerie avec le grade de chef de brigade pour compter du 10 juin 1797, et le 23 février 1798, il est affecté à la 11e légion de gendarmerie à Rodez. Le 5 septembre 1801, il commande avec le grade de colonel la 4e légion de gendarmerie à Rennes, et il est fait officier de la légion d’honneur le 14 juin 1804.
En 1808, il prend provisoirement le commandement du département d’Ille-et-Vilaine, et le 24 mai 1810], il devient chef de la 23e légion de gendarmerie. En juillet 1813, il est nommé provisoirement commandant du département de la Gironde, et le 5 septembre 1814, il est à la tête de la 10e légion de gendarmerie. Il est admis à la retraite le 31 mars 1815.
Il meurt le 11 avril 1828, à Rennes.

## Sources
- (en) « Generals Who Served in the French Army during the Period 1789 - 1814: Eberle to Exelmans »
- Thierry Pouliquen, « Les généraux français et étrangers ayant servis [sic] dans la Grande Armée » (consulté le 23 juin 2014)
- « Cote LH/1874/60 », base Léonore, ministère français de la Culture
- (pl) « Napoléon.org.pl »
- Arthur Chuquet, Journal de voyage du général Desaix, Suisse et Italie (1797), Paris, imprimerie Plon, 1907, p. 141.